# 名鉄DB70形ディーゼル機関車
名鉄DB70形ディーゼル機関車（めいてつDB70がたディーゼルきかんしゃ）は、かつて名古屋鉄道で運用されたディーゼル機関車である。1両（71）が存在した。

## 概要
日本輸送機が1963年（昭和38年）に製造した小型ディーゼル機関車で、L字形車体の15t車である。三興製紙の私有車で、車籍は名古屋鉄道であった。
C351に代わり尾西線森上駅から伸びる同社専用線で運用されたが、1978年（昭和53年）7月23日に森上駅貨物営業廃止で役目を終え、1979年（昭和54年）5月に廃車。その後は小西砕石に移り、高山本線坂祝駅の専用線で運用された。